# Dysstroma olivescens
Dysstroma olivescens är en fjärilsart som beskrevs av Warren sensu Prout 1908. Dysstroma olivescens ingår i släktet Dysstroma och familjen mätare. Inga underarter finns listade i Catalogue of Life.